# Fredwreck
Farid Karam Nassar (ur. 1972 we Flint, znany na scenie muzycznej pod licznymi pseudonimami, między innymi jako Fredwreck i Fredwreck Nassar – amerykański DJ, muzyk i producent muzyczny palestyńskiego pochodzenia. Współpracował między innymi z Dr. Dre i Snoop Doggiem. Jako producent uczestniczył w realizacji nagrań takich wykonawców jak: 50 Cent, Ice Cube, Cypress Hill, Eminem, Everlast, The Game, Nate Dogg, Hilary Duff, Britney Spears, Westside Connection, Xzibit.

## Życiorys i kariera muzyczna
Farid Karam Nassar urodził się w rodzinie palestyńskich uchodźców. Wychowywał się na farmie w Michigan wśród krewnych, sprowadzonych przez ojca. Karierę artystyczną rozpoczął na przełomie 1988/89 roku jako DJ. Później, dzięki poznaniu różnych artystów zajął się produkcją muzyczną. 
W 1994 roku zadebiutowal jako współautor i producent singla Bobby’ego Leala, „One More Chance '94”. W 1996 roku wydał autorski album, Head Cracks 3, który wyprodukował wspólnie z Joe Quixxem.
Jako producent wspólpracował z takimi artystami jak: Dr. Dre (którego uważa za swojego mentora), Xzibit, Snoop Dogg, Kurupt, Ice Cube, Westside Connection, Nate Dogg, DJ Pooh, Eminem, D12, 50 Cent, Everlast, Cypress Hill, Britney Spears, Lil Kim i Hilary Duff.

## Inspiracje
Od dziecka zbiera płyty, które stanowią dla niego źródło inspiracji. Szczególnie interesuje go hip-hop, który – jego zdaniem – zawiera w sobie każdy rodzaj muzyki: rock, funk, soul, gospel. Na jego muzykę i karierę wpłynęły jego bliskowschodnie korzenie, w tym szerszy zakres muzycznych tonacji, które występują w muzyce arabskiej. Każdego roku realizuje jakiś projekt muzyczny lub filmowy w krajach Bliskiego Wschodu współpracując z miejscowymi artystami, producentami i innymi twórcami. 

## Pseudonim artystyczny
Autorem pseudonimu był jego przyjaciel, Joe Quixx, który pewnego dnia zwrócił się do niego: „Yo Fred, you wrecked it man, Fred-wreck.” Po tym wydarzeniu wszyscy zaczęli nazywać go FredWreck.